# Modern Talking
Modern Talking foi uma dupla alemã, composta pelos músicos Thomas Anders e Dieter Bohlen, tendo tido sucesso, principalmente nos anos 1980. Foi o duo pop mais bem sucedido da Alemanha, e de uma certa maneira, moldou a história musical da década de 1980. Dentre suas canções mais populares, estão "You're My Heart, You're My Soul", "You Can Win If You Want", "Cheri, Cheri Lady", "Brother Louie", "Atlantis Is Calling (S.O.S. for Love)" e "Geronimo's Cadillac". Na maioria de suas canções, eram empregados cantores de fundo, que faziam principalmente os refrões e que contava com Rolf Köhler, Michael Scholz, Detlef Wiedeke e, inicialmente, Birger Corleis. Foi o grupo musical mais próspero na Alemanha por número de vendas. Suas composições eram cantadas em inglês.
O grupo existiu de 1984 a 1987, e de 1998 a 2003.
Até 2003 o grupo havia vendido mais de 120 milhões de discos, sendo que só na década de 1980, haviam vendido mais de 60 milhões de discos.

## História
Foi formado em fins de 1984, quando Dieter Bohlen tinha 30 anos e Thomas Anders tinha 21. Com seus hits dançantes, eles tornaram-se imensamente populares. Seu primeiro sucesso foi "You’re My Heart, You’re My Soul", de 1984, seguido posteriormente por "You Can Win If You Want" (1984) e "Cheri, Cheri Lady" (1985). Lançaram dois discos por ano, de 1985 a 1987, enquanto também promoviam seus singles na televisão por toda a Europa. Depois de se separarem em 1987, reuniram-se novamente em 1998, num primeiro momento apenas testando seus antigos sucessos em novas versões e novamente alcançando o topo das paradas de sucesso inesperadamente. Dieter Bohlen e Thomas Anders romperam novamente em 2003 devido a desacordos irreconciliáveis. Thomas Anders reactivou sua carreira solo imediatamente, enquanto Bohlen começava a devotar-se, na maior parte de seu tempo, à procura de novos talentos, especialmente àqueles que ele descobriu na edição alemã do show televisivo Ídolos.

Logotipo do Modern Talking desde que lançaram o segundo single "You Can Win If You Want"

Modern Talking foi muito bem-sucedido na Europa, Ásia, América do Sul e em alguns países da África. No Reino Unido, eles alcançaram o Top Ten (as dez melhores), somente uma vez com a canção "Brother Louie" em 1986, alcançando o quarto lugar. Eles não se sentiram muito à vontade em promover seus singles lá, pelo facto de serem rotulados na Inglaterra como um grupo gay, assim como Erasure e Culture Club. Foram praticamente desconhecidos na América do Norte, nunca aparecendo nas paradas de sucesso de lá, e devido à falta de apoio de uma gravadora e também por uma gritante falta de tempo, nunca foram nesta parte do planeta para promoverem sua música. O compositor Dieter Bohlen produzia canções num estilo musical que já estava fora de moda nos Estados Unidos, mesmo antes do Modern Talking ser formado.
As canções que foram produzidas antes do primeiro rompimento eram produzidas num estilo que pode ser vagamente chamado de Euro Disco, que foi influenciado por uma linguagem musical alemã chamada de "schlager", do Pop Disco (Bee Gees), e de canções românticas em inglês de origem italiana e francesa como "I Like Chopin" de Gazebo. Depois da reunião de 1998, Bohlen produziu canções no estilo Eurodance, assim como baladas no estilo norte-americano.
As vendas globais de Modern Talking ultrapassaram 120 milhões de unidades, de acordo com a BMG em junho de 2003, e eles se tornaram os maiores vendedores alemães de música da história da indústria fonográfica da Alemanha, ultrapassando à Snap!, Milli Vanilli, Boney M e Scorpions.
Dieter Bohlen também trabalhou com outros artistas mesmo quando o Modern Talking existiu, entre eles, Chris Norman do Smokie, que fez fama com a canção "Midnight Lady", de 1986 e permanece como uma das mais populares composições de Dieter Bohlen. Ele também escreveu um grande número de canções para C.C. Catch (a canção "House Of Music Lights"), usando um som acelerado e menos romântico. Algumas canções em inglês de Dieter Bohlen, como "You’re My Heart, You’re My Soul" também foram gravadas com letras em alemão pela cantora alemã Mary Roos, usando a mesma trilha sonora. Quando Modern Talking se rompeu em 1987, um número de faixas escritas para o último álbum foram movidas para o primeiro álbum do projecto solo de Bohlen, entre elas, está o primeiro sucesso solo, "Sorry Little Sarah". O projecto solo de Bohlen foi chamado de Blue System, e embora sendo basicamente dele, o co-produtor espanhol Luis Rodriguez e os familiares cantores de fundo da época do Modern Talking permaneceram. Naquela época, muitos ouvintes não se habituaram à mudança de voz, enquanto a música permaneceu a mesma. O sucesso do Blue System na Alemanha declinou a partir do terceiro álbum, e mais tarde, Bohlen admitiu que perdera o tato com os desenvolvimentos no cenário musical.
Dieter Bohlen já escreveu dois livros autobiográficos muito bem-sucedidos na Alemanha. No entanto, suas críticas às pessoas com quem trabalhou acabaram trazendo injustas sequelas a elas por isso. Em resultado disso, retirou-se do cenário público até 2006, quando disse que lamentava ter lançado o segundo livro.

Em 2006, Bohlen incluiu uma mensagem subliminar na sua recém lançada canção "Bizarre Bizarre". Quando tocada de trás para frente diz o seguinte: "Nunca haverá um fim do Modern Talking". Entretanto, Bohlen disse: "Ela quer dizer que a música do Modern Talking durará para sempre". Em janeiro de 2007, Thomas Anders, já em sua carreira solo, convidou seus fãs para uma Festa Anual de seu Fã-Clube, realizada em sua cidade natal Koblenz, na Alemanha. No início da festa, Thomas deu as boas-vindas aos cerca de 600 fãs presentes e ligeiramente conversou com alguns deles. Algumas perguntas foram feitas aleatoriamente para o interesse dos fãs. A informação mais importante do ponto de vista dos fãs de Modern Talking foi uma pergunta que dizia respeito a uma possível volta da dupla, referente a um recente surgimento do tema, até então, por Dieter Bohlen. Thomas Anders respondeu como se segue: 
| “ | Este assunto está encerrado e não haverá uma volta do Modern Talking! É por isso que não tenho comentado muito sobre este assunto. Modern Talking não irá ascender como uma fênix das cinzas e seus comentários, [de Dieter], me forçaram a dar infindáveis horas de entrevistas sobre um assunto que eu não quero mais discutir. Esta volta simplesmente não acontecerá jamais! | ” |

Após vários desacordos e brigas passadas, Thomas Anders e Dieter Bohlen reconciliaram-se em 2014, e voltaram a conversar depois de anos sem se falar um com o outro. Devido à reconciliação de ambos, muitos acreditam numa possível volta da dupla Modern Talking, que se separou em 2003. Porém Thomas deixa claro que nada ainda foi definido. Lembrando que em setembro de 2014, o duo alemão comemorou 30 anos de sua existência.
Ainda sobre isto, Dieter teria recusado uma oferta de 20 milhões de dólares, em favor da revitalização do duo Modern Talking.

## Discografia

### Álbuns

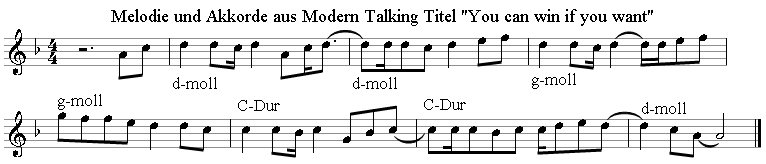
Melodia de You Can Win if You Want

- 1985 The First Album
- 1985 Let's Talk About Love
- 1986 Ready For Romance
- 1986 In The Middle Of Nowhere
- 1987 Romantic Warriors
- 1987 In The Garden Of Venus
- 1998 Back for Good
- 1999 Alone
- 2000 Year of the Dragon
- 2001 America
- 2002 Victory
- 2003 Universe

### Singles
- 1984 You're My Heart, You're My Soul
- 1984 Lucky guy
- 1985 You Can Win If You Want
- 1985 One in a million
- 1985 Cheri, Cheri Lady
- 1985 Diamonds never made a lady
- 1986 just we two (monalisa)
- 1986 Angie´s Heart
- 1986 Brother Louie
- 1986 Atlantis Is Calling (SOS For Love)
- 1986 Geronimo's Cadillac
- 1986 Give Me Peace On Earth
- 1986 Lonely Tears in Chinatown
- 1987 Charlene
- 1987 Jet Airliner
- 1987 Don`t Worry
- 1987 In 100 years
- 1988 Locomotion tango
- 1998 You're My Heart, You're My Soul'98
- 1998 Brother Louie'98
- 1999 You Are Not Alone [#36 Brasil]
- 1999 Sexy Sexy Lover
- 2000 China In Her Eyes
- 2000 Don't Take Away My Heart
- 2001 Win The Race
- 2001 Last Exit To Brooklyn
- 2002 Ready for the Victory
- 2002 Juliet
- 2003 TV Makes the Superstar

### Compilações
- 1986 The Singles Collection
- 1987 The Modern Talking Story (Edição Escandinava)
- 1988 Best of Modern Talking
- 1988 You're My Heart, You're My Soul
- 1988 Romantic Dreams
- 1988 Greatest Hits Mix
- 1989 Hey You!
- 1989 The Greatest Hits Of Modern Talking
- 1991 The Collection
- 1991 You Can Win If You Want
- 1992 Modern Talking - Greatest Hits Mix (Non-Stop Mixes)
- 1994 You Can Win If You Want (re-lançamento)
- 2000 You're My Heart, You're My Soul
- 2001 Selected Singles '85-'98
- 2001 The Very Best of Modern Talking
- 2002 Best of Modern Talking (re-lançamento)
- 2002 The Golden Years (3xCD)
- 2002 We Still Have Dreams – The Greatest Love Ballads of Modern Talking
- 2002 Remix Album
- 2003 Romantic Dreams (re-lançamento)
- 2003 Let's Talking! … Best of Modern Talking
- 2003 The Final Album
- 2003 The Final Album (2CDs, Edição Sul-Africana)
- 2003 Greatest Hits 1984-2002 (Edição Coreana)

### Vídeos
- 1986 The Video (VHS)
- 1998 Modern Talking - Back for Good Tour(VHS)
- 2003 The Final Album (DVD)
- 2003 Modern Talking - Last Concert (DVD)
- 2006 Modern Talking Live! (3xDVD) (DVD)

## Prêmios e indicações
| Ano  | Prêmio             | Categoria                                | Indicação            | Resultado |
| ---- | ------------------ | ---------------------------------------- | -------------------- | --------- |
| 1999 | World Music Awards | Artista Alemão Mais Vendido Mundialmente | Back for Good        | Venceu    |
| 1999 | ECHO Awards        | Melhor Grupo de Rock/Pop Nacional        | Back for Good        | Venceu    |
| 2000 | ECHO Awards        | Melhor Grupo de Rock/Pop Nacional        | "Alone"              | Indicado  |
| 2001 | ECHO Awards        | Melhor Grupo de Rock/Pop Nacional        | "Year of the Dragon" | Indicado  |
| 2002 | ECHO Awards        | Melhor Grupo de Rock/Pop Nacional        | "America"            | Indicado  |